# Gustaf von Numers
Gustaf von Numers (født 31. juli 1912, død 21. maj 1978) var en finsk heraldiker.

## Liv
Von Numers studerede heraldik i 1930'erne under Arvid Berghman og blev senere betragtet som en af de førende finske eksperter på området. Han var en utrættelig skriver, der skrev om alle heraldiske emner. Sammen med sine kolleger i området bidrog han til indledningen af den parlamentariske lov om kommunale våbenskjolde i 1949. Von Numers designede mange kommunale våbenskjolde (f.eks. Jakobstads og Haapajärvis), militære bannere og personlige og familiære våbenskjolde. Von Numers var en af grundlæggerne af Finsk Heraldisk Forening og dens første formand (1957-1964), ligesom han var medlem af det Internationale Heraldik Akademi (Académie Internationale d'Héraldique) fra dets grundlæggelse i 1949.

## Gustaf von Numers Pris
I 1982 blev den internationale pris Gustav von Numers Pris for heraldisk kunst og design oprettet til minde om hans store arbejde for heraldikken. Den uddeles til enkelte personer for deres fremskridt for heraldisk design og kunst.
| Heraldik | Spire Denne artikel om heraldik er en spire som bør udbygges. Du er velkommen til at hjælpe Wikipedia ved at udvide den. |